# Usina Ceará AC
Usina Ceará AC was een Braziliaans voetbalclub uit Fortaleza, de hoofdstad van de staat Ceará.

## Geschiedenis
De club werd opgericht in 1949 door werknemers van een textielfabriek. In 1953 speelde de club voor het eerst in de hoogste klasse van het Campeonato Cearense. In 1956 werden ze vicekampioen achter Gentilândia. Een jaar later won de club het tweede toernooi van de competitie en plaatste zich zo voor de finale tegen Ceará. Er werden drie wedstrijden gespeeld en Usina verloor er twee en zag opnieuw de titel passeren. Ook in 1961 en 1962 werd de club nog vicekampioen. De club speelde nog tot 1964 in de competitie en werd daarna opgeheven.